# ビアトリス・コロミーナ
ビアトリス・コロミーナ (Beatriz Colomina) は、スペイン生まれのアメリカ合衆国の建築史家、建築理論家。プリンストン大学建築学部教授。
バルセロナ建築大学卒業。同大学よりPh.D。
982年にコロンビア大学にスペインからやって来たのち1988年にプリンストン大学に移り、同大学にメディアと近代というプログラムを設立した。	
建築や近代諸組織の表象の問題、とりわけ出版、写真、広告、映画、テレビの諸問題について書いてきた。
著書にアメリカ建築家協会より1995年度国際図書賞を受賞した Privacy and Publicity: Modern Architecture as Mass Media（1994年）、1993年度国際図書賞を受賞した Sexuality and Space（1992年編集）、および Architectureproduction（1988年編集）がある。またエッセイ The Sex of Architecture（Abrams、1996年）も出版している。多くの記事の執筆者であり、またニューヨーク近代美術館、日本建築学会、ストックホルム近代美術館、ディア美術財団など、世界中にわたって講演を行ってきた。
雑誌『アッサンブラージュ』、『ダイダロス』、『グレイ・ルーム』の編集委員である。また、シカゴ建築学会、ル・コルビュジエ財団、およびワシントン視覚芸術高等研究所を含む多くの助成を受けている。

## 主な著作
和書
- 『マスメディアとしての近代建築、アドルフ・ロースとル・コルビュジエ』 松畑強訳 、鹿島出版会、1996。(Privacy and Publicity: Modern Architecture As Mass Media, Adolf Loos and Le Corbusier The MIT Press, Cambridge, Mass., 1994) ISBN 978-4306043442

洋書
- Architectureproduction, Beatriz Colomina, Joan Ockman, 1988年 ISBN 978-0-91041-320-6
- Privacy and publicity: modern architecture as mass media 1996, ISBN 978-0-26253-139-9
- Sexuality & Space, Princeton Papers on Architecture, 1996年 ISBN 978-1-87827-108-2
- Louise Bourgeois: Memory And Architecture, 2000年 ISBN 978-848003-188-2
- Domesticity at war, 2007年 ISBN 978-0-26203-361-9